# Liste des patrouilleurs français
Cette liste présente les différentes classes de patrouilleurs ayant été en service dans la Marine française.

## Chalutiers armés
- Classe Jacques Cœur 9 unités
  - Jacques Cœur (1919)
  - Champlain (1920)
  - Primauguet (1920)
  - Coetlogon (1920)
  - Forfait (1920)
  - Hamelin (1920)
  - Lamotte-Picquet (1920) - renommé Alfred de Courcy en 1924
  - D'Estaing (1920)
  - Lapérouse (1920)
- Classe L'Ajaccienne 4 unités
  - La Toulonnaise (1939) - démolie en 1960
  - La Sétoise (1939) - démolie en 1960
  - L'Ajaccienne (1939) - démolie en 1956
  - La Bônoise (1939)

## Patrouilleurs
- Classe Trident de patrouilleurs rapides, 4 unités
  - Trident (1976) - désarmé en 1996
  - Glaive (1977) - désarmé en 2015
  - Épée (1976) - désarmé en 2008
  - Pertuisane (1977) - désarmé en 1996
- Classe OPV 54 3 unités
  - Flamant (1997)
  - Cormoran (1997)
  - Pluvier (1997)
- Classe P400 10 unités
  - L'Audacieuse (1984) - désarmée en 2011
  - La Boudeuse (1984) - désarmée en 2011
  - La Capricieuse (1987) - désarmée en 2017
  - La Fougueuse (1984) - désarmée en 2009
  - La Glorieuse (1985) - désarmée en 2023
  - La Gracieuse (1985) - désarmée en 2017
  - La Moqueuse (1986) - désarmée en 2020
  - La Railleuse (1986) - désarmée en 2012
  - La Rieuse (1986) - vendue au Kenya en 2011
  - La Tapageuse (1988) - désarmée en 2012
- Patrouilleurs de service public
  - Arago (1991)
  - Fulmar (1991)
  - Le Malin (2005)
- Patrouilleurs de surveillance des sites
  - Athos (1980) - transféré à la gendarmerie en 2016, désarmé en décembre 2022
  - Aramis (1981) - transféré à la gendarmerie en 2016, désarmé en décembre 2022[1]

## Patrouilleurs hauturiers
- Classe Bay 6 unités (dragueurs de mines canadiens rachetés et convertis en 1954)
  - La Dieppoise (1952) - désarmé en 1985
  - La Bayonnaise (1952) - désarmé en 1976
  - La  Malouine (1951) - désarmé en 1977
  - La Dunkerquoise (1953) - désarmé en 1984
  - La Lorientaise (1954) - désarmé en 1984
  - La Paimpolaise (1952) - désarmé en 1986
- Mercure (1958) - Dragueur de mines converti en 1979, désarmé en 1991
- La Combattante - désarmé en 1996
- Albatros (1966) - Chalutier converti en 1983, désarmé en 2015, démantelé en 2024
- Sterne (1979) - désarmé en 2009
- Grèbe (1989) - vendu au Cameroun en 2012
- Classe d'Estienne d'Orves 9 avisos convertis depuis 2011
  - Lieutenant de vaisseau Le Hénaff (1978) - désarmé en 2020
  - Lieutenant de vaisseau Lavallée (1979) - désarmé en 2019
  - Commandant L'Herminier (1981) - désarmé en 2019
  - Premier-Maître L'Her (1980) - désarmé en 2024
  - Commandant Blaison (1981)
  - Enseigne de vaisseau Jacoubet (1981)
  - Commandant Ducuing (1981)
  - Commandant Birot (1982)
  - Commandant Bouan (1983)
- Classe Gowind 1 unité
  - L'Adroit (2012) - restitué (2018)
- Classe d'Entrecasteaux 4 unités
  - D'Entrecasteaux (2016)
  - Bougainville (2016)
  - Champlain (2017)
  - Dumont d'Urville (2020)
- Classe La Confiance 3 unités
  - La Confiance (2017)
  - La Résolue (2017)
  - La Combattante (2020)
- Classe Félix Éboué 2 unités
  - Auguste Bénébig (2022)
  - Teriieroo a Teriierooiterai (2024)